# Yolaç
Yolaç (kurdisch Susa) ist ein kurdisches Dorf im Landkreis Silvan der türkischen Provinz  Diyarbakır. Yolaç liegt ca. 5 km westlich von Silvan auf 800 m über dem Meeresspiegel. Der kurdische Name Susa ist auch der ursprüngliche Name.
Im Jahr 1985 hatte Yolaç 539 Einwohner. Yolaç galt in den 1990er Jahren als Zentrum der kurdischen Hizbullah. Auf dem Höhepunkt der Auseinandersetzungen zwischen der PKK und der Hizbullah überfiel im Juni 1992 eine Einheit der PKK das Dorf und tötete 10 Personen während des Abendgebets. Danach wurde das Dorf vorübergehend aufgegeben. Acht Jahre später fand man unterhalb der Moschee einen Tunnel, der mit Häusern im Dorf verbunden war. Im Tunnel befanden sich auch Zellen, die als Verhörräume dienten. Ende der 1990er Jahre kehrten Dorfschützer und ihre Familien in das Dorf zurück. Im Jahr 2009 hatte Yolaç 99 Einwohner.